# Turn Blue (singolo)
Turn Blue è un singolo del gruppo musicale statunitense The Black Keys, pubblicato il 14 aprile 2014 come secondo estratto dall'album omonimo.

## Tracce
Download digitale
1. Turn Blue – 3:43

## Formazione
Gruppo
- Dan Auerbach - chitarra, voce
- Patrick Carney - batteria

Collaboratori
- Brian Burton - tastiere, piano, etc.
- Regina, Ann e Alfreda McCrary - cori